# Medina (Tennessee)
Pour les articles homonymes, voir Medina.
Medina est une municipalité américaine située dans le comté de Gibson au Tennessee.

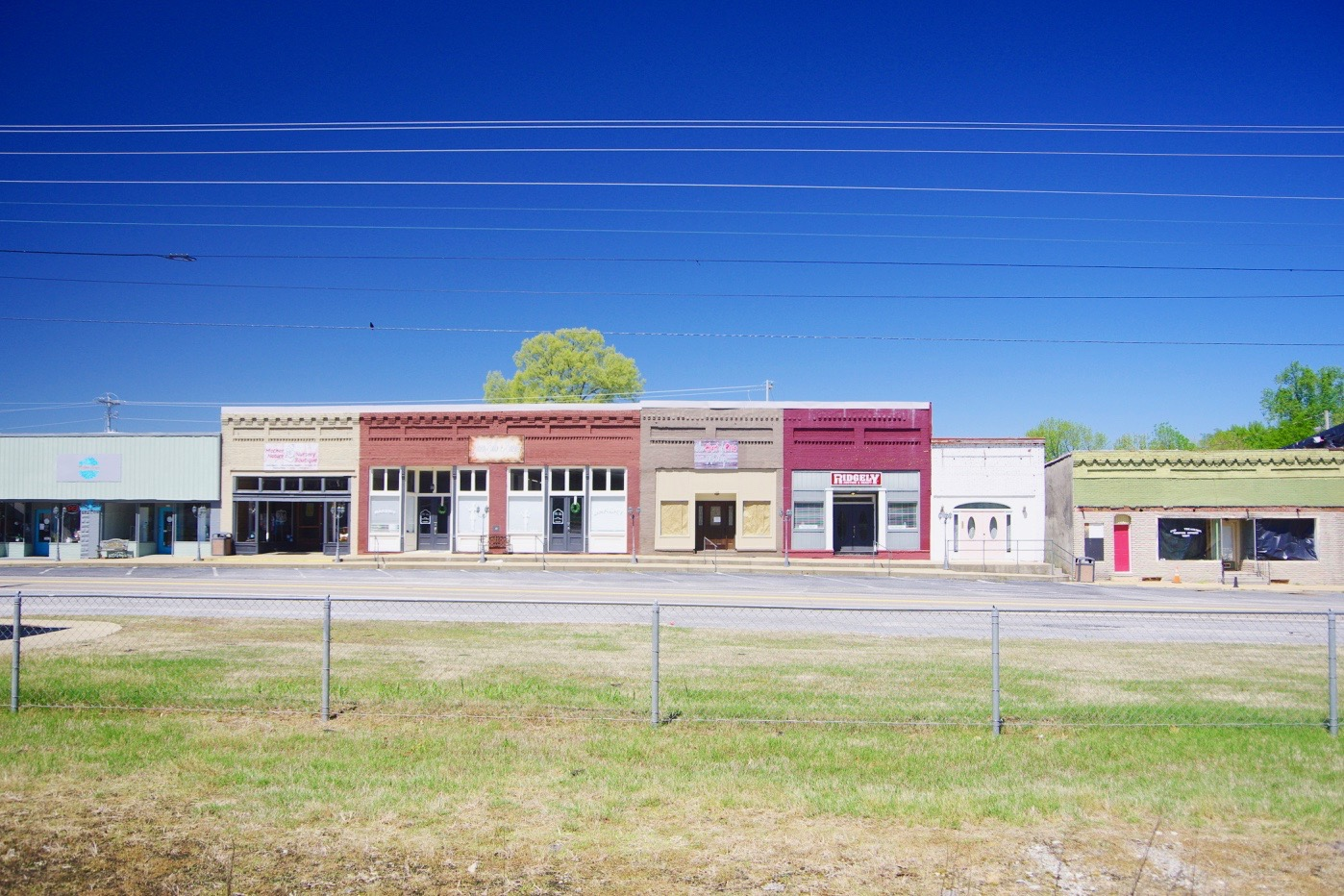
Rue Main

Selon le recensement de 2010, Medina compte 3 479 habitants. La municipalité s'étend alors sur une superficie de 3,17 milles carrés (8,21 km2).
La localité aurait été nommée par des ouvriers égyptiens de l'Illinois Central Railroad en 1873, en référence à la ville sainte de Médine. Elle devient une municipalité en 1902. À quelques kilomètres de Jackson, la ville connaît une importante croissance démographique depuis les années 2000.